# Lorette Charpy
Lorette Charpy (Annonay, 3 de diciembre de 2001) es una deportista francesa que compite en gimnasia artística.
Ganó una medalla de bronce en el Campeonato Mundial de Gimnasia Artística de 2023 y cinco medallas en el Campeonato Europeo de Gimnasia Artística entre los años 2018 y 2025. En los Juegos Europeos de Minsk 2019 obtuvo una medalla de plata en el concurso individual.

## Palmarés internacional
| Campeonato Mundial | Campeonato Mundial    | Campeonato Mundial | Campeonato Mundial   |
| Año                | Lugar                 | Medalla            | Prueba               |
| ------------------ | --------------------- | ------------------ | -------------------- |
| 2023               | Amberes (Bélgica)     | Medalla de bronce  | Concurso por equipos |
| Juegos Europeos    |                       |                    |                      |
| Año                | Lugar                 | Medalla            | Prueba               |
| 2019               | Minsk (Bielorrusia)   | Medalla de plata   | Concurso individual  |
| Campeonato Europeo |                       |                    |                      |
| Año                | Lugar                 | Medalla            | Prueba               |
| 2018               | Glasgow (Reino Unido) | Medalla de plata   | Concurso por equipos |
| 2019               | Szczecin (Polonia)    | Medalla de bronce  | Barra                |
| 2022               | Múnich (Alemania)     | Medalla de bronce  | Barras asimétricas   |
| 2024               | Rímini (Italia)       | Medalla de bronce  | Concurso por equipos |
| 2025               | Leipzig (Alemania)    | Medalla de bronce  | Concurso por equipos |